# Col de l'Iseran

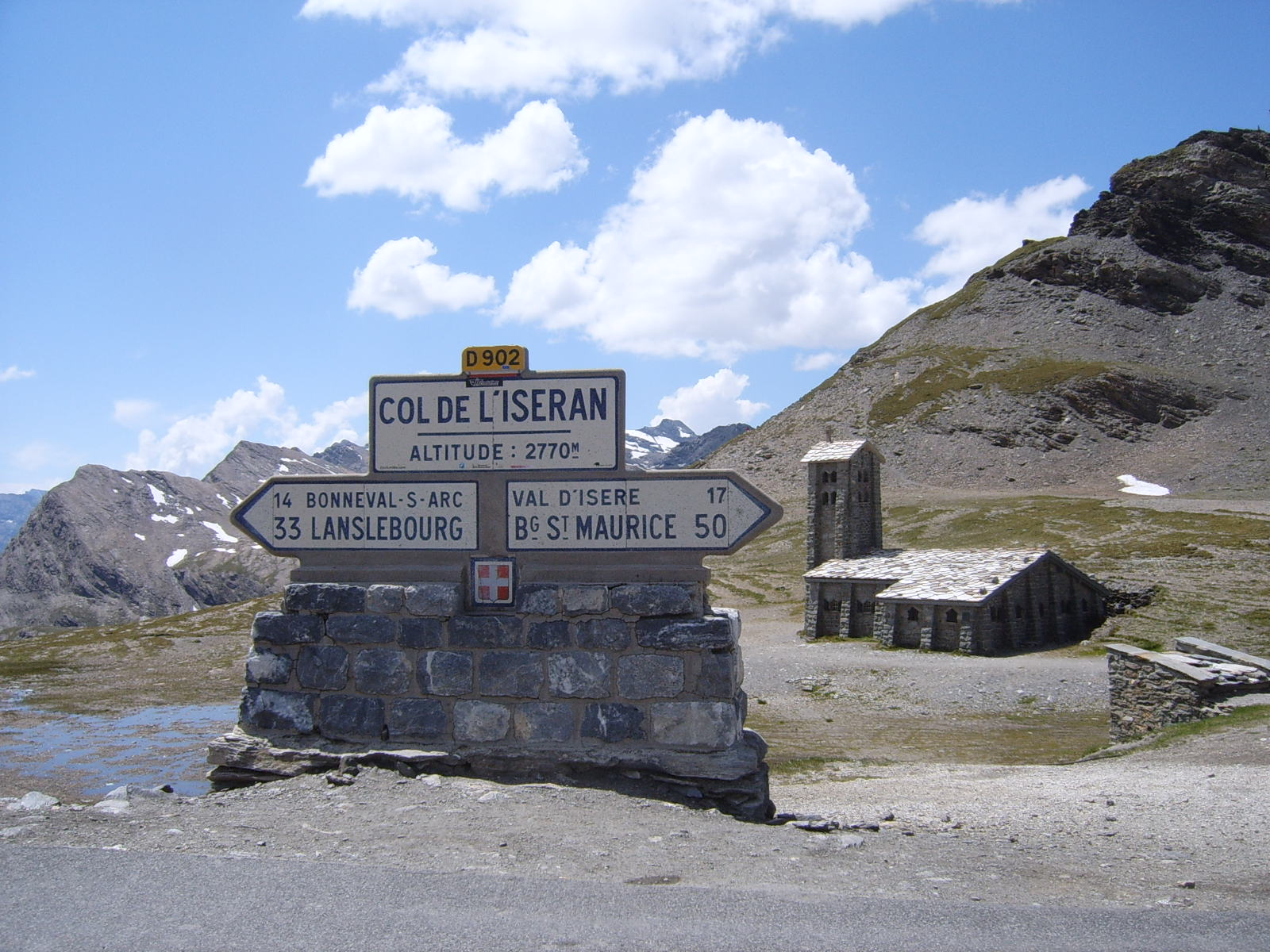
Vägskylt vid Col de l'Iseran

Col de l'Iseran, är ett bergspass i de franska alperna i Savoie, nära gränsen till Italien och strax söder om de populära skidorterna Tignes och Val d'Isère. Det ligger på 2 770 meter över havet. Bergspasset är berömt för att cykeltävlingen Tour de France har passerat här genom åren, första gången 1938. År 1939 hölls den första individuella tempoetappen uppför ett berg här. Bergspasset är klassificerat som hors catégorie. Snittlutningen är 6 procent och maxlutningen är 10 procent. Längden på vägen upp är 50 km.